# 小田島孤舟
小田島孤舟（おだしま こしゅう、1884年3月1日 - 1955年12月4日）は、岩手県和賀郡小山田村（現花巻市）出身の歌人・教育家・書道家。「岩手歌壇の父」と言われる。本名は小田島理平治。旧姓は佐々木。

## 概略
1884年3月、和賀郡小山田町の農家の二男として生まれる。1902年、19歳で「小国民」懸賞小説に二等当選。同年4月、岩手師範学校本科に入学。1904年、同校文芸同人誌『花摺草』に短歌、俳句、美文「わが罪」を発表。1905年7月、石川啄木を訪問し交際が始まる。
与謝野鉄幹は、「君は短歌より長詩の方が優る」と手紙でいさめたが、結果的には石川啄木が小田島にあてた書面「和歌は現代に新価値あり」に動かされ、歌人を目指すことになった。窪田空穂、金子薫園、平野万里、与謝野鉄幹に短歌の指導を仰ぐ。
1908年、浄法寺に岩手新詩社を起こし、回覧雑誌「ホノホ」を出したが、数号で消滅する。翌年、「ホノホ」が文芸誌「曠野」として再出発する。この時期、小田島が渉外で最も充実した時期であり、理想主義から自然主義に転換するきっかけとなった。

## 年譜
- 昭和20年、第一回岩手文芸功労賞受賞。
- 昭和26年5月、第二歌碑を浄法寺町安比川湖畔に建立。
- 昭和28年、日本歌人クラブ委員。

## 歌碑
- 小田島孤舟歌碑（岩手県盛岡市高松池畔神庭山）[1][3]